# Пирсагатчай (село)
Пирсагатчай (азерб. Pirsaatçay, также — Пирхана) — село в Кубалыбалаогланском административно-территориальном округе Аджикабульского района Азербайджана.

## Этимология
Село получило свое название от реки, на котором расположено.

## История
С началом в конце 1960-х строительства Пирсаатчайского водохранилища, необходимого для орошения посевных земель Сальянского и Шемахинского районов, возле будущей дамбы, недалеко от мелкого поселка Пирхана, был создан поселок строителей Пирсагатстрой.
Согласно административному делению 1977 года поселок Пирасагатчай входил в Ранджбарский сельсовет Сальянского района Азербайджанской ССР. Несмотря на это, вплоть до начала 1980-х на топографических картах населенный пункт обозначался как Пирхана.
24 апреля 1990 года поселок передан в состав новообразованного Аджикабульского района. В 1999—2003 годах поселку присвоено звание села.
В 1999 году в Азербайджане была проведена административная реформа и внутри Ранджбарского административно-территориального округа был учрежден Кубалыбалаогланский муниципалитет Аджикабульского района. В 2003 году село вошло в новообразованный Кубалыбалаогланский административно-территориальный округ.

## География
Пирсагатчай расположен у Пирсагатского водохранилища.
Село находится в 5 км от центра АТО Кубалыбалаоглан, в 28 км от райцентра Аджикабул и в 120 км от Баку. Ближайшая железнодорожная станция — Пирсаат.
Село находится на высоте 65 метров над уровнем моря.

## Население
| Численность населения | Численность населения | Численность населения |
| 1978                  | 1999                  | 2009                  |
| --------------------- | --------------------- | --------------------- |
| 190                   | ↘60                   | ↘37                   |

## Климат
| Показатель                                             | Янв. | Фев. | Март | Апр. | Май  | Июнь | Июль | Авг. | Сен. | Окт. | Нояб. | Дек. | Год  |
| ------------------------------------------------------ | ---- | ---- | ---- | ---- | ---- | ---- | ---- | ---- | ---- | ---- | ----- | ---- | ---- |
| Средний суточный максимум, °C                          | 6,4  | 6,9  | 10,2 | 17,9 | 23,4 | 28,5 | 31,8 | 32,3 | 26,6 | 20,1 | 16,1  | 8,8  | 19,3 |
| Средняя температура, °C                                | 3,2  | 3,7  | 6,5  | 13,2 | 18,3 | 23,3 | 26,2 | 26,3 | 21,7 | 15,9 | 12,4  | 5,4  | 14,7 |
| Средний суточный минимум, °C                           | 0    | −0,5 | 2,9  | 8,5  | 13,3 | 18,1 | 20,7 | 20,3 | 16,9 | 11,7 | 8,8   | 2,0  | 9,9  |
| Норма осадков, мм                                      | 24   | 25   | 31   | 42   | 30   | 24   | 11   | 10   | 20   | 35   | 30    | 25   | 307  |
| Источник: http://en.climate-data.org/location/992259/6 |      |      |      |      |      |      |      |      |      |      |       |      |      |

Среднегодовая температура воздуха в селе составляет +14,7 °C. В селе полупустынный климат.